# Escolar (U-Boot)
Die USS Escolar (SS-294) war ein U-Boot der Balao-Klasse. Es wurde von der US Navy während des Zweiten Weltkriegs 1944 von der Pazifikflotte im Pazifik gegen Japan eingesetzt. Seit Oktober 1944 ist das U-Boot verschollen und es wird angenommen, dass es im Gelben Meer auf eine Seemine lief und sank.
Das Boot war das einzige Schiff der US Navy, welches diesen Namen trug. Benannt war das U-Boot nach dem Escolar, einem Fisch aus der Familie der Schlangenmakrelen.

## Technik und Bewaffnung
Die Escolar war ein diesel-elektrisches Patrouillen-U-Boot der Balao-Klasse. Die Balao-Klasse wurde gegenüber der Gato-Klasse nur geringfügig verbessert und war wie jene für lange offensive Patrouillenfahrten im Pazifik ausgelegt. Insbesondere die Tauchtiefe wurde, basierend auf den Erfahrungen während des Krieges gegen Japan, vergrößert und der Innenraum verbessert. Äußerlich und in ihren Dimensionen glichen sich die Boote beider Klassen weitgehend.

### Technik
Die Escolar war 95 Meter lang und 8,3 Meter breit, der Tiefgang betrug maximal 5,1 Meter. Aufgetaucht verdrängte sie 1526 ts, getaucht 2424 ts. Der Antrieb erfolgte durch vier 16-Zylinder-Dieselmotoren von General Motors, Modell 16-278A, die je 1000 kW Leistung hatten. Unter Wasser wurde das U-Boot durch vier Elektromotoren mit insgesamt 2740 PS angetrieben, die ihre Energie aus zwei 126-zelligen Akkumulatoren bezogen. Die Motoren gaben ihre Leistung über ein Getriebe an zwei Wellen mit je einer Schraube ab. Die Geschwindigkeit betrug aufgetaucht maximal 20,25 Knoten, getaucht schaffte die Escolar noch 8,75 Knoten. Die mögliche Tauchzeit betrug 48 Stunden, die maximale Konstruktionstauchtiefe lag bei 120 Metern. In den Treibstofftanks konnten 440 Kubikmeter Dieselkraftstoff gebunkert werden, damit hatte das Boot einen Fahrbereich von 11.000 Seemeilen bei 10 Knoten.

### Bewaffnung
Die Hauptbewaffnung bestand aus zehn 533-mm-Torpedorohren, sechs im Bug, vier achtern, für die sich 24 Torpedos an Bord befanden. Hinter dem Turm war ein 4-Zoll-Deckgeschütz angebracht. Auf dem Wintergarten waren eine 20-mm-Oerlikon-Maschinenkanone und eine 40-mm-FlaK untergebracht. Zur Ortung feindlicher Schiffe verfügte die USS Escolar über ein JK/QC- und ein QB-Sonar unter dem Bug, an Deck waren JP-Hydrophone installiert. Am ausfahrbaren Elektronikmast war ein SD-Radar mit 20 Seemeilen Aufklärungsreichweite zur Ortung feindlicher Flugzeuge angebracht, zusätzlich verfügte das U-Boot über ein SJ-Oberflächensuchradar mit etwa zwölf Seemeilen Reichweite. Im getauchten Zustand konnte über das am Periskop angebrachte ST-Radar mit acht Seemeilen Reichweite ebenfalls eine Ortung feindlicher Schiffe erfolgen.

## Geschichte
Die Escolar wurde am 28. April 1942 bei der William Cramp & Sons Shipbuilding Company in Philadelphia auf Kiel gelegt. Am 18. April 1943 lief sie vom Stapel und wurde auf den Namen Escolar getauft. Taufpatin war Mrs. J. Bilisoly Hudgins. Anschließend wurde die Escolar zur Boston Navy Yard für weitere Arbeiten und schließlich zur Fertigstellung und Ausrüstung zur Portsmouth Naval Shipyard transferiert.
Die Escolar wurde am 2. Juni 1944 in Dienst gestellt. Das Kommando über das U-Boot erhielt Commander W. J. Millican. Unter seinem Kommando verlegte das Boot im Sommer 1944 durch den Panamakanal in den Pazifik. Vor Pearl Harbor führte die Escolar Trainingsfahrten durch.
Am 18. September 1944 lief die Escolar zu ihrer ersten Feindfahrt aus. Sie tankte auf Midway noch einmal auf und fuhr zusammen mit zwei weiteren U-Booten, Croaker und Perch, zu einer koordinierten Mission im Gelben Meer aus. Am 30. September meldete die Escolar den beiden anderen Booten über Funk ihren ersten Feindkontakt. Sie meldete ein Überwassergefecht mit einem kleinen feindlichen Fahrzeug. Selbst sei man unbeschädigt geblieben. Über den Gegner machte man keine Angaben. Den letzten Funkkontakt mit der Escolar hatte die Perch am 17. Oktober 1944. Seitdem ist die Escolar verschollen. Wie das Boot verloren ging, konnte auch nach dem Krieg nicht endgültig geklärt werden. Am wahrscheinlichsten ist, dass das U-Boot Opfer einer japanischen Mine wurde. Alle 82 Besatzungsmitglieder kamen ums Leben.

## Gedenken
Im Jahr 1973 wurde in Charlevoix im US-Bundesstaat Michigan ein Denkmal für die USS Escolar (SS-294) eingeweiht.